# Avia S-199
Avia S-199 là một loại máy bay tiêm kích chế tạo sau Chiến tranh thế giới II ở Tiệp Khắc.

## Biến thể

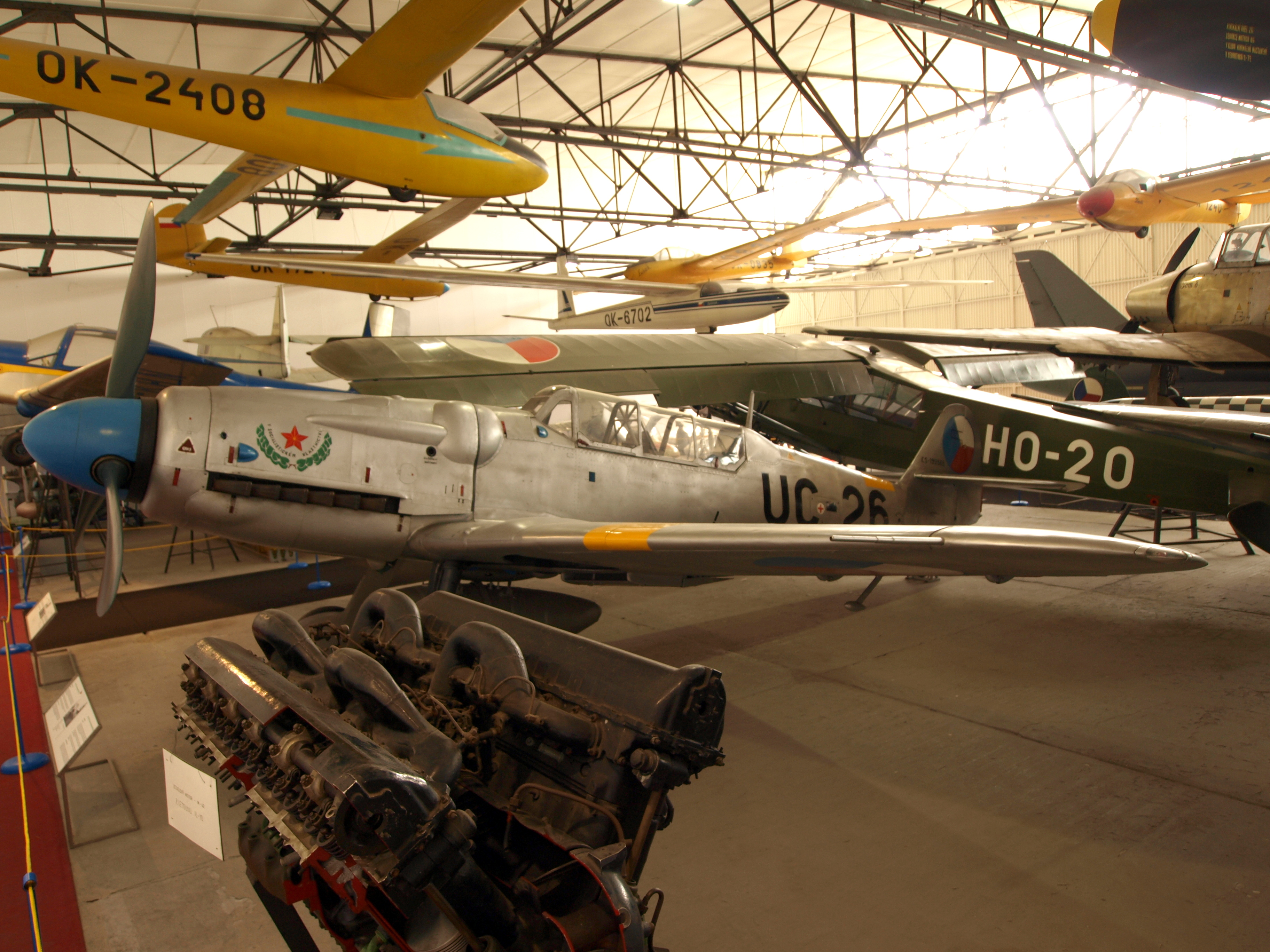
Avia CS.199; Letecké muzeum Kbely

Avia S-99
Avia CS-99
Avia S-199
Avia CS-199
Avia D-199

## Quốc gia sử dụng

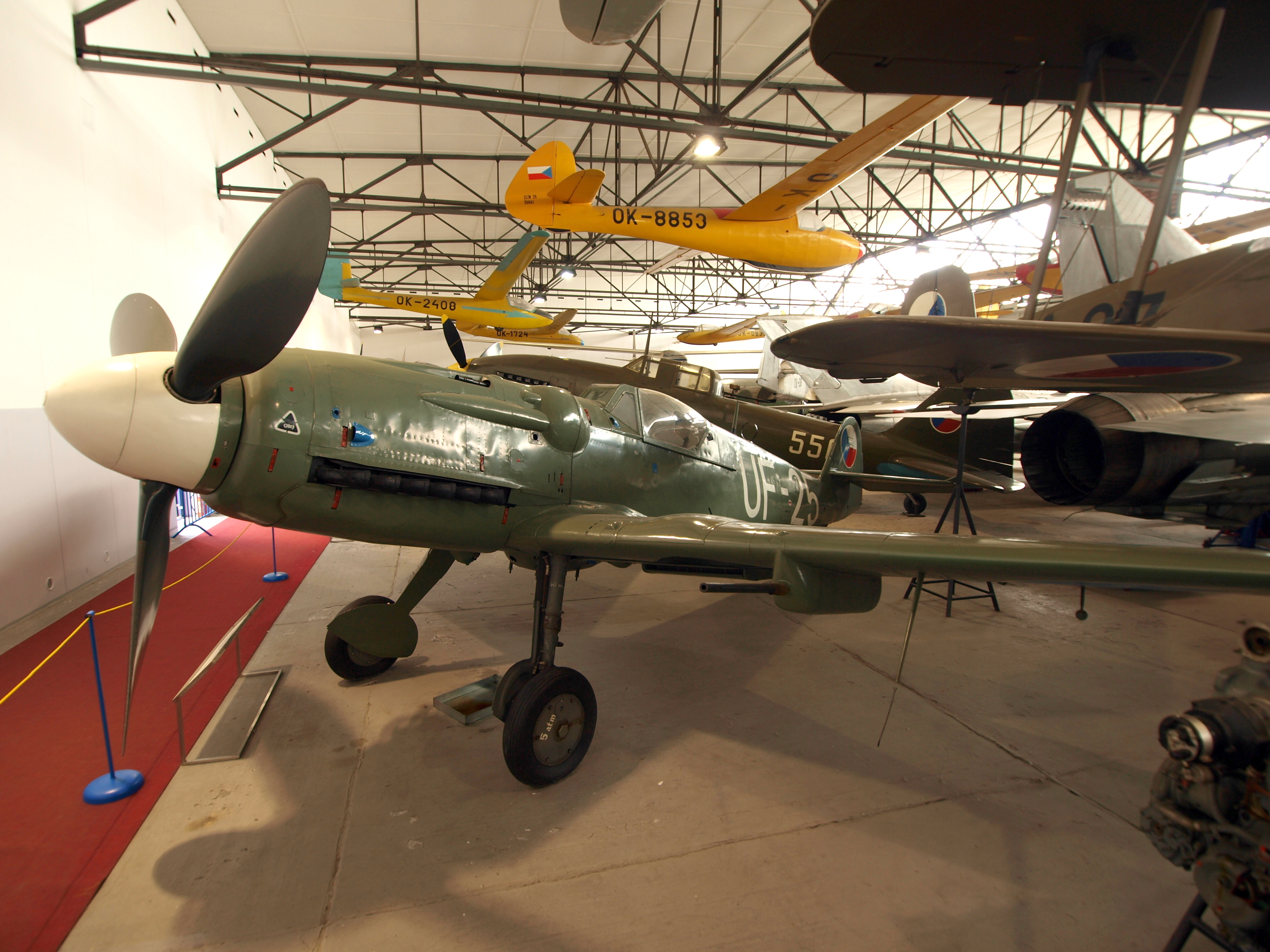
Avia S199 thuộc không quân Tiệp Khắc

Tiệp Khắc
- Không quân Tiệp Khắc
- Cảnh vệ Quốc gia Tiệp Khắc

 Israel
- Không quân Israel

## Tính năng kỹ chiến thuật (S-199)
Đặc điểm tổng quát
- Kíp lái: 1
- Chiều dài: 8,94 m (29 ft 4 in)
- Sải cánh: 9,92 m (32 ft 6 in)
- Chiều cao: 2,59 m (8 ft 6 in)
- Diện tích cánh: 16,2 m² (174 ft²)
- Trọng lượng rỗng: 2.650 kg (5.840 lb)
- Trọng lượng cất cánh tối đa: 3.740 kg (8.245 lb)
- Động cơ: 1 × Junkers Jumo 211F, 986 kW (1.340 PS - 1322 hp)

 Hiệu suất bay 
- Vận tốc cực đại: 590 km/h (320 kn, 370 mph)
- Bán kính chiến đấu: 850 km (530 mi)
- Trần bay: 8.686 m (28.500 ft)
- Vận tốc lên cao: 11 m/s (2.200 ft/phút)
- Tải trên cánh: 231 kg/m² (47,3 lb/ft²)
- Công suất/trọng lượng: 321 W/kg (0,195 hp/lb)

Trang bị vũ khí

- Súng: 

  - 2× súng máy MG 131 13 mm
  - 2× pháo MG 151/20
- Bom: 

  - 1× bom 250 kg (551 lb) hoặc
  - 4× bom 70 kg (155 lb)